# Helmuth Schlömer
Helmuth Schlömer (20 mai 1893 à Hausberge - 18 août 1995 à Minden-Lübbecke) est un Generalleutnant allemand qui a servi au sein de la Heer dans la Wehrmacht pendant la Seconde Guerre mondiale.
Il a été décoré de la croix de chevalier de la croix de fer avec feuilles de chêne. La croix de chevalier de la croix de fer et son grade supérieur, les feuilles de chêne, sont attribués pour récompenser un acte d'une extrême bravoure sur le champ de bataille ou un commandement militaire avec succès.

## Biographie
Helmuth Schlömer s'engage le 9 mars 1913 dans l'armée prussienne en tant que porte-drapeau. Fils d'un chef d'arrondissement, il est affecté au 159e régiment d'infanterie (de).
Helmuth Schlömer est capturé par les forces soviétiques pendant la Bataille de Stalingrad en 1943. Bien que captif des soviétiques, il rejoint le Nationalkomitee Freies Deutschland ou NKFD (Comité national pour une Allemagne libre) et est relâché en 1949.

## Décorations
- Croix de fer (1914)
  - 2e classe
  - 1re classe
- Insigne des blessés
  - en noir
  - en argent
- Croix d'honneur
- Agrafe de la croix de fer (1939)
  - 2e classe
  - 1re classe
- Médaille du Front de l'Est
- Croix de chevalier de la croix de fer avec feuilles de chêne
  - Croix de chevalier le 2 octobre 1941 en tant que Oberst et commandant d Schützen-Regiment 5[1]
  - 161e feuilles de chêne le 23 décembre 1942 en tant que Generalmajor et commandant de la 3. Infanterie-Division (mot.)[2]